# Chrysopa adnexa
Chrysopa adnexa is een insect uit de familie van de gaasvliegen (Chrysopidae), die tot de orde netvleugeligen (Neuroptera) behoort. 
Chrysopa adnexa is voor het eerst wetenschappelijk beschreven door Navás in 1929.